# Abborrtjärnen (Degerfors socken, Västerbotten, 715163-169015)
Abborrtjärnen är en sjö i Vindelns kommun i Västerbotten och ingår i Umeälvens huvudavrinningsområde.